# Suursaari (ö i Norra Karelen, Mellersta Karelen, lat 62,09, long 29,73)
Suursaari är en ö i Finland. Den ligger i sjön Pyhäjärvi och i kommunen Kides i den ekonomiska regionen  Mellersta Karelens ekonomiska region  och landskapet Norra Karelen, i den sydöstra delen av landet, 300 km nordost om huvudstaden Helsingfors. Öns area är 4,4 hektar och dess största längd är 450 meter i öst-västlig riktning.